# Алябьев, Михаил Иванович
Михаи́л Ива́нович Аля́бьев (1913—1949) — проходчик шахты имени Сталина треста «Ткварчелуголь», Герой Социалистического Труда.

## Биография
Родился в 1913 году в деревне Тёпленькая Первая (ныне — Долгоруковского района Липецкой области) в крестьянской семье. Русский. В детстве с родителями переехал в район города Кривой Рог (Днепропетровская область, Украина), где на одной из шахт забойщиком работал отец.
В 1930 году сам пришел работать на одну из шахт Криворожья, сперва был вагонщиком, затем коногоном. В 1933 году стал проходчиком, работал ручным сверлом на перфораторе. Позднее с работы проходчика перешел на крепильщика, одновременно учился на курсах врубмашинистов. В 1934 году был зачислен в бригаду горно-капитальных работ по проходке вертикальных стволов, а через два года стал уже бригадиром проходчиков.
Участник Великой Отечественной войны. На фронт ушел летом 1941 года, в 1943 году после тяжелого ранения был демобилизован.
В начале 1943 года пришел работать проходчиком на шахту имени Сталина треста «Ткварчелуголь». Именно в военные годы началось активное освоение этого угольного месторождения в Грузии (ныне Республика Абхазия), выросла потребность в опытных и квалифицированных кадрах.
Новый проходчик быстро освоился в незнакомой обстановке, через короткий срок стал не только выполнять но и перевыполнять нормы выработки. Вскоре он уже руководил бригадой. Планы прохождения выработок его бригада всегда выполняла досрочно.
В июне 1947 году при прохождении одного из штреков Алябьев организовал скоростную проходку за месяц новым методом прошел 82 м вместо 60 м по норме. В штреке долгое время висела памятная доска с надписью «Штрек Алябьева» и в планах шахты он значился под таким названием.
Главным в работе Алябьева было использование фактора времени и максимальная механизация. Он стал инициатором внедрения на Ткварчели колонковых электросверл, часть сверл из среднеоборотных переделал в быстроходные. Время на этап бурения на участке Алябьева тратилось намного меньше, чем на других участках — 6 часов вместо 2 смен. Задания 1947 года Алябьев выполнил на 238 %, а задания 1948 года — на 248 %.
Указом Президиума Верховного Совета СССР от 28 августа 1948 года за выдающиеся успехи в деле увеличения добычи угля, восстановления и строительства угольных шахт и внедрение передовых методов работы, обеспечивающих значительный рост производительности труда, Алябьев Михаил Иванович присвоено звание Героя Социалистического Труда с вручением ордена Ленина и золотой медали «Серп и Молот».
Продолжал работать на шахте. Жил в городе Ткварчели (ныне Ткуарчал, Республика Абхазия). Михаил Иванович погиб во время работы в шахте в 1949 году. Согласно официальной версии гибель связана с тем, что он упал в Гезенк с высоты около 20 м.

## Награды
- Медаль «Серп и Молот»;
- Орден Ленина;
- Орден Трудового Красного Знамени;
- медаль.